# Bexley
Il London Borough of Bexley è un borgo di Londra nella parte sud-est della città, e fa parte della Londra esterna.
Il borgo confina con il London Borough of Bromley a sud, col London Borough of Greenwich a ovest e il Kent Borough of Dartford a est. Il Tamigi segna il confine più settentrionale con il London Borough of Havering ed il London Borough of Barking and Dagenham.

## Villaggi
- Albany Park
- Barnehurst
- Barnes Cray
- Belvedere
- Bexley, chiamata anche "Old Bexley" o "Bexley Village"
- Bexleyheath, scritto anche "Bexley Heath"
- Blackfen
- Blendon
- Bostall
- Bridgen
- Coldblow
- Crayford
- Crook Log
- Crossness
- East Wickham
- Erith
- Falconwood
- Foots Cray
- Lamorbey
- Lessness Heath
- Longlands
- May Place
- North Cray
- North End
- Northumberland Heath
- Old Bexley, the ancient village centre
- Slade Green
- Upper Belvedere
- Upton
- Welling
- West Heath

Anche parti di
- Abbey Wood (insieme al London Borough of Greenwich)
- Sidcup (insieme al London Borough of Greenwich)
- Thamesmead (insieme al London Borough of Greenwich)

## Amministrazione

### Gemellaggi
Bexley è gemellato con:
- Évry
- Arnsberg